# Batalla de Fleurus
La batalla de Fleurus va tenir lloc el 26 de juny de 1794 a la localitat de Fleurus als Països Baixos austríacs, en el marc de la Guerra de la Primera Coalició.

## Antecedents
El 20 d'abril de 1792, l'Assemblea Nacional francesa aprovà per majoria declarar la guerra a Àustria, després d'haver escoltat la lectura de tota una llista de greuges presentada pel ministre d'afers estrangers Charles François Dumouriez, qui preparà una immediata invasió dels Països Baixos austríacs, on esperava que la població local s'alcés contra el domini austríac. Tanmateix, arran de la Revolució, l'exèrcit s'havia desorganitzat completament, i, en el moment de l'inici de les hostilitats, es produïren desercions en massa.
Mentre el govern revolucionari lluitava frenèticament per reclutar noves tropes i reorganitzar l'exèrcit, es concentrà a Coblença un exèrcit majoritàriament prussià dirigit pel duc de Brunswick. Pel juliol, les forces prussianes van conquerir amb facilitat les fortaleses de Longwy i Verdun. Aleshores, el duc proclamà el Manifest de Brunswick, escrit pel príncep de Condé, dirigent d'un exèrcit contrarevolucionari format per emigrats, en el qual s'hi exposava que el propòsit dels aliats era restablir l'autoritat absoluta de Lluís XVI per la qual cosa tractarien com a rebel qualsevol que se'ls oposés, per la qual cosa el condemnarien a mort segons la llei marcial. Aquest manifest, però, fou una de les principals causes de la revolta de París del 10 d'agost de 1792 que dugué a l'empresonament de la família reial francesa a la Torre del Temple i a la proclamació de la Primera República Francesa.
L'avenç de les tropes veteranes prussianes i austríaques reforçades per hessians i l'Exèrcit dels Emigrats realista francès del príncep de Condé a França quedà deturat el 20 de setembre de 1792 gràcies al triomf dels exèrcits revolucionaris a la batalla de Valmy; a partir d'aleshores, Prússia veient que la campanya estava resultant més llarga i costosa del que s'havia previst, va decidir retirar-se de França. Per altra banda, en altres fronts, els francesos aconseguiren ocupar Savoia i Niça, mentre el general Adam Philippe de Custine va ocupar moltes poblacions a prop del Rin fins a arribar a Frankfurt.
Als Països Baixos, Dumouriez derrotà els austríacs a la batalla de Jemappes el 6 de novembre, cosa que li va permetre ocupar el territori a principis de l'hivern fins a la victòria de la coalició a la batalla de Neerwinden el març de 1793. Els aliats van gaudir de diverses victòries però no van poder avançar més enllà de les fortaleses frontereres franceses. Les forces de la coalició finalment es van veure obligades a retirar-se per una sèrie de contraofensives franceses i la decisió austríaca del maig de 1794 de redistribuir les tropes a Polònia.

## La batalla
L'exèrcit de la Primera República Francesa, liderat pel general Jean-Baptiste Jourdan, va obtenir una important victòria davant de la coalició del Regne Unit de la Gran Bretanya, les Províncies Unides i l'Imperi austríac. La batalla marcà el primer ús bèl·lic d'un globus aerostàtic, l'Entreprenant, que va permetre als francesos reconèixer les posicions enemigues abans de la batalla. Tots dos bàndols havien reunit exèrcits de prop de 80.000 homes però els francesos van aconseguir concentrar-los de forma més efectiva, cosa que els proporcionà un avantatge clau.

## Conseqüències
La victòria va donar als francesos la iniciativa en el conflicte que es mantindria fins a la victòria final amb el col·lapse dels Països Baixos austríacs i la destrucció de les Províncies Unides. Els francesos van ser ajudats pels patriotes dels Països Baixos, que havien fugit a França després del fracàs de les revolucions al nord de 1787 i la revolució brabançona en 1790
Els exèrcits republicans van avançar cap a Amsterdam i a principis de 1795 van substituir la República de les Províncies Unides per un estat client, la República Bàtava, mentre que els Països Baixos austríacs i el bisbat de Lieja van ser annexionats per la República Francesa després del Tractat de Campo Formio 1797, quan els austríacs, amenaçats per Napoleó Bonaparte que avançava per la República de Venècia, cedeixen el territori als francesos.